# Fundació World Wide Web
La Fundació World Wide Web (en anglès World Wide Web Foundation), també coneguda com la Fundació Web, és una organització internacional sense ànim de lucre que defensa un web d'accés gratuït i obert per a tothom.
El 2008 Tim Berners-Lee, el «pare» del World Wide Web va llançar la idea i la fundació va ser activa des de 2009. Se centra en augmentar l'accés global al Web, tot i garantir que el web sigui una eina segura que la gent pot utilitzar de manera lliure per viure millor. Té uns trenta col·laboradors a les oficines de Washington, Ciutat del Cap, Londres i Jakarta.
Publica el Web Index que mesura la contribució del web al progrés social, econòmic i polític arreu al món. En l'edició de gener de 2019 indicava que 84% dels països no tenen cap llei efectiva per protegir la privadesa i que 74% dels països no tenen cap llei per garantir la neutralitat del web o mostren proves de discriminació de trànsit.
Les revelacions d'Edward Snowden van mostrar els esforços de molts estats per organitzar una vigilància massiva del web, altres tanquen o alenteixen la web per exemple en període d'eleccions. La Fundació va reaccionar en llançar un «Contracte per al Web» per contribuir a encertir la llibertat i l'accés universal: França, Richard Branson, Facebook, Google van ser els primers per adherir al contracte.